# Bahnhof Luino

Der Bahnhof Luino in der gleichnamigen Stadt ist der Grenzbahnhof zwischen dem italienischen (RFI) und dem schweizerischen Bahnnetz (SBB).
Der Bahnhof befindet sich an der 1882 in Betrieb genommenen Bahnstrecke Oleggio–Pino, die weiter nördlich über Cadenazzo als Zubringer der Gotthardbahn fährt. Kurioserweise befindet sich der Bahnhof etwa 16 km südlich der Grenze, weil dazwischen kein Platz für ein Bahnhofsareal gefunden werden konnte.
Die Strecke zwischen Luino und der Grenze wird von RFI betrieben, allerdings mit den schweizerischen technischen Regeln, also auch mit der 15-kV-Wechselstrom Oberleitung. Dort befinden sich die Bahnhöfe Maccagno und Pino-Tronzano; Grenzkontrolle fanden bis zur Einführung der Schengener Abkommen auf den Zügen statt.
Der Bahnhof Luino hat vier Gleise für den Personenverkehr, von denen normalerweise nur Gleis 1 und 2 benutzt werden. Der Personenverkehr wird durch die Linie S30 der sogenannten „Tessiner S-Bahn“abgedeckt, die in Richtung Gallarate im Stundentakt, und in Richtung Bellinzona im Zweistundentakt verkehrt.
Seit Ende der 1990er Jahre hat der Güterverkehr zugenommen; die von der Gotthardbahn kommenden Güterzüge werden oft über Luino zu den Bahnknoten Mailand und Novara geführt, um die steilere Chiasso-Strecke zu entlasten. Dafür gibt es im Bahnhof Luino 7 Güter- sowie 5 Abstellgleise.
Luino hat auch ein kleines Eisenbahnmuseum, das Museo Ferroviario del Verbano, welches durch den Verein Verbano Express betreut wird. Im Bahnhofsgebäude befindet sich eine Sammlung eisenbahntechnischer Dinge, im ehemaligen Lokschuppen befinden sich mehrere Lokomotiven und Wagen, (darunter die 50 3673 der DR). Öffnungszeiten sind jeden zweiten und vierten Samstag eines Monats von 14:30 Uhr bis 17:30 Uhr.
| Linie | Verlauf                                                  | Bemerkung                            |
| ----- | -------------------------------------------------------- | ------------------------------------ |
| S 30  | (Bellinzona – Giubiasco –) Cadenazzo – Luino – Gallarate |                                      |
| RE 30 | Bellinzona – Giubiasco – Cadenazzo – Luino               | mittwochs für Marktbesucher in Luino |